# Coraebus hastanus
Coraebus hastanus es una especie de escarabajo del género Coraebus, familia Buprestidae. Fue descrita científicamente por Gory & Laporte en 1839.
Se distribuye por Bután, Birmania, China (Fujian, Guizhou, Sichuan, Taiwán, Yunnan), India, Indonesia (isla de Ceram), Japón, Laos, Nepal, Filipinas (Luzón, Mindanao, isla de Palawan, isla Polillo, isla de Sámar), Tailandia y Vietnam.